# Mów mi Rockefeller
Mów mi Rockefeller - film familijny z roku 1990 w reżyserii Waldemara Szarka.

## Opis fabuły
Malinowscy szykują się do kontraktowego wyjazdu za granicę, szukają więc dla swojej trójki dzieci odpowiedniej opiekunki. Posadę tę otrzymuje Jagoda, która jednak nazajutrz po wyjeździe Malinowskich - wraz z przyjacielem Matrosem - kompletnie ogołaca mieszkanie rodziny. Dzieci nie załamują się jednak, postanawiają same zarobić pieniądze, by na nowo wyposażyć mieszkanie. Młodzi Malinowscy zakładają drobny biznes, a z czasem obracają już milionami. Gdy wracają państwo Malinowscy, dziwią się ilości komputerów i elektronicznych gadżetów w mieszkaniu.
W filmie wykorzystano m.in. przebój "Klub wesołego szampana" do słów Wojciecha Płocharskiego w wykonaniu Formacji Nieżywych Schabuff.

## Obsada aktorska
- Kamil Gewartowski − Bartek Malinowski
- Małgorzata Markiewicz − Aneta Malinowska (głos: Ewa Błaszczyk)
- Artur Pontek − Michał Malinowski
- Magdalena Zawadzka − Malinowska
- Marek Barbasiewicz − Malinowski
- Anna Majcher − Jagoda
- Maciej Kozłowski − Matros
- Grzegorz Heromiński - Leon Jędrys
- Elżbieta Jagielska − nauczycielka
- Jerzy Słonka − skupujący kołki
- Jacek Strzemżalski − członek komisji egzaminacyjnej
- Marcin Troński − nauczyciel w-f
- Wojciech Malajkat − Ludwik Prajski, nauczyciel chemii
- Jan Jankowski − szef sprzedawców prasy w restauracji
- Ewa Lejczak
- Stanisław Zatłoka
- Tadeusz Horvath

## Dubbing
- Jacek Bromski
- Ewa Błaszczyk − Aneta Malinowska
- Tomasz Dutkiewicz
- Halina Chrobak-Ozga
- Hanna Polk